# Euchelus gemmatus
Euchelus gemmatus is een slakkensoort uit de familie van de Chilodontaidae. De wetenschappelijke naam van de soort is voor het eerst geldig gepubliceerd in 1845 door Gould.